# Baruh
Baruh is een bestuurslaag in het regentschap Sampang van de provincie Oost-Java, Indonesië. Baruh telt 5521 inwoners (volkstelling 2010).